# Aiguille du Goûter
De Aiguille du Goûter is een bergtop in de Franse Alpen, onderdeel van het Mont Blancmassief. De Aiguille du Goûter is 3.863 meter hoog.
De top is een onderdeel van de berggroep Miage-Goûter waarvan de Dôme du Goûter met 4.306 m de hoofdtop is. Deze bergtoppen bevinden zich westelijk tot centraal in het massief. De Aiguille du Goûter ontleent zijn naam van de Dôme du Goûter die gewoon refereert naar het Franse goûter (niet in de betekenis van proeven maar van het vieruurtje, de snack op het einde van de namiddag). Het uur waarop de zon ondergaat achter de koepel van de Dôme du Goûter in de stad Chamonix is tussen vier en zes uur, het uur voor het vieruurtje.
De eerste beklimming vond plaats in 1784, of vroeger, door François Cuidet en François Gervais. De eenvoudigste route is vanaf het westen. Tegenwoordig kan men voor de beklimming starten van aan het bergstation van de Tramway du Mont Blanc. Vanaf daar duurt de klim nog zo'n 5 uur.
Dicht bij de top, zo'n 30 meter lager, werd in 1859 de Refuge du Goûter gebouwd. Deze berghut werd van 2010 tot 2014 voor de zesde maal vernieuwd. De huidige hut biedt plaats aan 120 alpinisten tijdens het seizoen van begin juni tot eind september.  Daarbuiten is een wintervertrek beschikbaar waar tot 20 personen kunnen schuilen en overnachten. De bergtop en de hut liggen op de Goûterroute, de meest gebruikte en eenvoudigste klimroute voor de beklimming van de Mont Blanc.